# Piero Errani
Piero Errani (Ravenna, 28 dicembre 1936 – Ravenna, 25 gennaio 2024) è stato un tiratore a segno italiano.

## Biografia
Nato nel 1936 a Ravenna, entrò in nazionale di tiro a segno nel 1966.
A 35 anni partecipò ai Giochi olimpici di Monaco di Baviera 1972, nel fucile 50 m 3 posizioni, chiudendo 37º con 1128 punti, dei quali 392 a terra, 361 in piedi e 375 in ginocchio.
Quattro anni dopo prese di nuovo parte alle Olimpiadi, quelle di Montréal 1976, ancora nel fucile 50 m 3 posizioni, arrivando 30º con 1134 punti.